# Фридрихсгамские ворота
Фридрихсгамские ворота — городские ворота, одни из четырёх сохранившихся крепостных ворот Аннинских укреплений города Выборга. Возведённое в середине XVIII века в стиле русского классицизма в качестве части оборонительного комплекса Выборгской крепости сооружение включено в перечень памятников архитектуры.

## История
В течение 1730-х — 1750-х годов для защиты Выборга с северо-западной стороны по проекту генерала А. С. Кулона была возведена крепость Короно-Санкт-Анны, охватившая полукольцом побережье напротив Выборгского замка. С этого времени всё движение из города на запад осуществлялось через Фридрихсгамские ворота между вторым и третьим бастионами. От ворот, прорезающих куртину второго фронта крепости, дорога на Фридрихсгам по насыпи ведёт через ров на равелин. Пешеходам и повозкам попасть на гласис и оказаться за пределами города можно было только по мосту, миновав Равелинные ворота. Таким образом, до второй половины XIX века путь в город был надёжно прикрыт оборонительными сооружениями с двойными воротами. В 1865 году устаревшие укрепления были перерезаны вновь проложенной широкой шоссейной дорогой (ныне это Островная улица), вследствие чего старая дорога через ворота стала пешеходной (ныне это Петровская улица).
Арочный проезд, замощённый брусчаткой, оформлен в стиле русского классицизма в виде портика с парными дорическими колоннами и мощным антаблементом. В качестве украшения внутренней стороны ворот использованы пилястры. Полное официальное название ворот — «Первые Фридрихсгамские» — объясняется тем, что это только один из четырёх сводчатых проездов крепости. Но в связи с тем, что Вторые Фридрихсгамские ворота (между третьим и четвёртым бастионами) с первой половины XX века по назначению не используются (также как и сортия во втором бастионе), в популярной литературе обычно слово «первые» опускается. 
Для размещения караула ворот крепости Короно-Санкт-Анны были построены кордегардии. Единственным из сохранившихся на территории Аннинских укреплений помещений подобного назначения является кордегардия у Фридрихсгамских ворот, возведённая в 1776 году.
После провозглашения независимости Финляндии в ходе гражданской войны и взятия Выборга войсками генерала Густава Маннергейма в апреле 1918 года во рвах у Фридрихсгамских ворот белофиннами были проведены массовые расстрелы русского гражданского населения. Памяти нескольких сотен расстрелянных горожан посвящена стела с внешней стороны ворот.